# Tasmània Football Club
El Tasmània Football Club (anglès: Tasmania Football Club), sobrenomenat els Devils, és un club de futbol australià amb seu a Tasmània. El club es va fundar el 2024 i competirà a l'Australian Football League (AFL) a partir del 2028. També presentarà un equip de l'AFL Women's (AFLW). El més probable és que competirà per primera vegada a la Victorian Football League (VFL) a partir del 2025 o el 2026.
El club jugarà els seus partits a casa a tot l'estat de Tasmània. Inicialment, els partits es jugaran al Bellerive Oval de Hobart i al York Park de Launceston, i els partits de Hobart es traslladaran al Macquarie Point Stadium un cop finalitzat, probablement el 2029.